# Chioneosoma rimskii
Chioneosoma rimskii är en skalbaggsart som beskrevs av Semenov-tian-shanskii och Medvedev 1936. Chioneosoma rimskii ingår i släktet Chioneosoma och familjen Melolonthidae. Inga underarter finns listade i Catalogue of Life.